# Popiel I

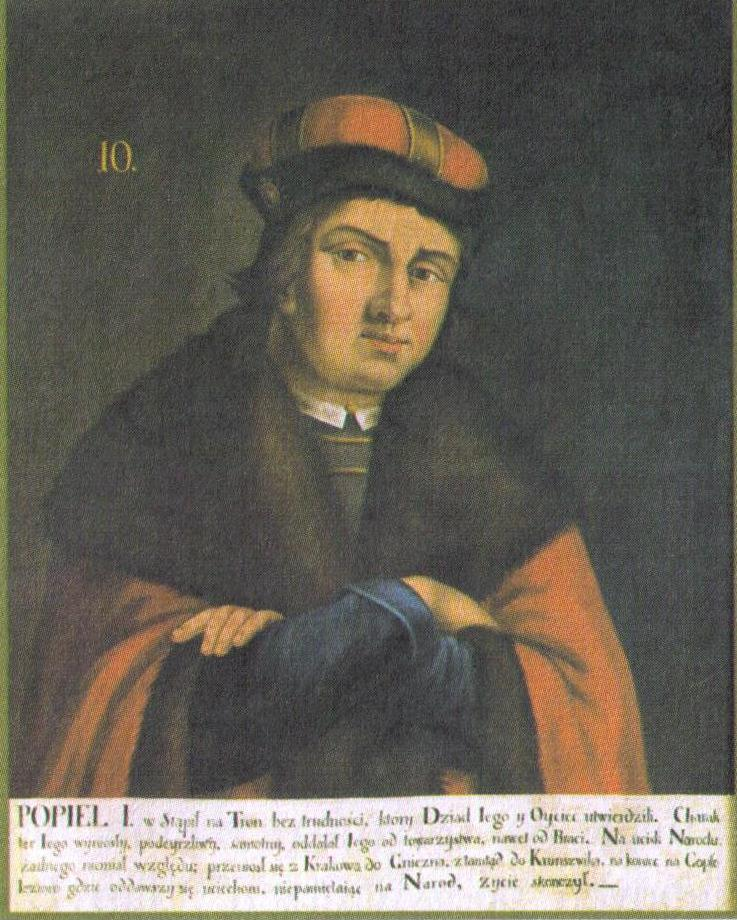
Popiel I, portret pędzla nieznanego malarza

Popiel I – legendarny władca Polski wywodzący się z dynastii Popielidów, według Wincentego Kadłubka wnuk Leszka II, syn Leszka III i Julii, siostry Juliusza Cezara. Ojciec legendarnego, zjedzonego przez myszy Popiela II. Według Kadłubka był bardzo dobrym władcą, zgodnie współrządzącym z dwudziestoma przyrodnimi braćmi, którzy jeszcze za jego życia (według Kroniki wielkopolskiej natomiast już po jego śmierci) zgodnie wybrali jego syna na nowego króla. Według Długosza Popiel prowadził liczne zwycięskie wojny, był jednak władcą nieudolnym i gnuśnym. Kronikarz umiejscowił także jego rządy około 800 roku. 
Według Jana Długosza panował pierwotnie w Krakowie, jednak postanowił przenieść stolicę do Gniezna, a ostatecznie zbudował nową stolicę w Kruszwicy. Według Marcina Bielskiego było to spowodowane obawą władcy przed rezydowaniem w położonym w bliskości Franków i Rusi Krakowie.
Benedykt Chmielowski w Nowych Atenach podał datę jego zgonu na rok 815 i dodał, że miał panować 15 lat.

## Wywód rodowy według Wincentego Kadłubka
| 4. Leszko II |  |                                   |  |  |             |
|              |  | 2. Leszko III                     |  |  |             |
| 5. NN        |  |                                   |  |  |             |
|              |  |                                   |  |  | 1. Popiel I |
| 6. NN        |  |                                   |  |  |             |
|              |  | 3. Julia, siostra Juliusza Cezara |  |  |             |
| 7. NN        |  |                                   |  |  |             |
|              |  |                                   |  |  |             |